# Gláucio
Gláucio de Jesus Carvalho, detto Gláucio (11 novembre 1975), è un ex calciatore brasiliano, di ruolo centrocampista.

## Palmarès

### Club

#### Competizioni statali
- Campionato Carioca: 1

Flamengo: 1996
- Taça Guanabara: 1

Flamengo: 1996
- Taça Rio: 1

Flamengo: 1996
- Campionato Gaucho: 1

Internacional: 2004
- Campionato Baiano: 1

Vitória: 2009

#### Competizioni nazionali
- Campionato kuwaitiano: 1

Al-Qadisiya: 2002-2003
- Kuwait Emir Cup: 1

Al-Qadisiya: 2003
- Coppa del Brasile: 1

Paulista: 2005

#### Competizioni internazionali
- Copa de Oro: 1

Flamengo: 1996